# Ana Bekuta
Nada Polić (kyrillisch Нада Полић; * 6. September 1959 in Priboj, Sozialistische Föderative Republik Jugoslawien, heutiges Serbien), bekannt unter ihrem Künstlernamen Ana Bekuta (kyrillisch Ана Бекута), ist eine serbische Turbo-Folk-Sängerin.

## Karriere
Ana Bekutas musikalische Karriere begann 1974 mit der Teilnahme am Musikwettbewerb Prvi glas Priboja, bei dem sie den zweiten Platz belegte. In den darauf folgenden Jahren war sie als Sängerin in Hotelbars tätig.
Im Jahre 1985 veröffentlichte sie ihr erstes Album, mit dem sie sehr erfolgreich war und in ganz Jugoslawien bekannt wurde.
Polić veröffentlichte eine Vielzahl an Musikalben und gewann mehrere musikalische Auszeichnungen in Serbien.
Seit 2014 ist Ana Bekuta Jurymitglied und Mentorin bei der serbischen Musikcastingshow Zvezde Granda. 

## Persönliches
Polić war von 2012 bis zu dessen Tod im Jahre 2021 mit dem serbischen Politiker Milutin Mrkonjić liiert.

## Diskografie

### Alben
- 1985: Ti si mene varao
- 1986: Ti mi trebaš
- 1987: Samo ti
- 1988: Uvek postoji nada
- 1989: Stani, stani zoro
- 1991: Tu sam ruku da ti pružim
- 1993: Pitaš kako živim
- 1995: Taj život moj
- 1996: Opet imam razloga da živim
- 1998: Sve je bolje od samoće
- 1999: Kriv si samo ti
- 2001: Svirajte mi onu pesmu
- 2003: Dve suze
- 2005: Brojanica
- 2006: Manite se ljudi
- 2009: Blago meni
- 2013: Hvala ljubavi
- 2018: Ime sreće
- 2023: Grešila Sam I Za Vas Koji Niste Smeli

### EPs
- 2001: Ana Bekuta
- 2023: Live at RTS Studio 8
- 2023: I za vas, koji niste smeli

### Singles (Auswahl)
- 1993: Imam jedan život
- 1993: Veseljak
- 1996: Zlatiborske Zore
- 1996: Zavoleh Te
- 1999: Uspomene
- 2006: Dobro Jutro Lepi Moj